# Шакал (фильм)
«Шакал» (англ. The Jackal) — художественный фильм. Ремейк фильма Фреда Циннемана «День Шакала» 1973 года, по роману Фредерика Форсайта «День Шакала». Однако сюжет фильма имеет мало общего как с оригинальным фильмом, так и с романом.
Фильм стал последним появлением Сидни Пуатье в полнометражном кино (не считая телефильмов) до его смерти 6 января 2022 года.

## Сюжет
В результате совместных действий ФБР (США) и МВД РФ проведена операция по задержанию криминального авторитета Хаджи-Мурата — младшего брата крупного русского мафиози по кличке Терек. При задержании он оказал сопротивление и был убит. Терек хочет отомстить за смерть брата, преподать урок ФБР и нанимает таинственного киллера, бывшего оперативника КГБ по прозвищу Шакал. Шакал просит 70 000 000 долларов за контракт и половину денег вперёд. Терек соглашается, и Шакал начинает приготовления к покушению. Спецслужбам США становится известным о том, что на кого-то из высших лиц США, по всей вероятности на главу ФБР, будет совершено покушение. Однако подлинная личность Шакала и его приметы не установлены.
ФБР выясняет, что единственный человек, который знает Шакала в лицо — это боевик Ирландской Республиканской Армии Деклан Малкуин. Он готов сотрудничать с ФБР в обмен на освобождение из тюрьмы, кроме того, у него есть личные счёты с Шакалом. Деклан связывается со своей бывшей любовницей Изабеллой Занкония (в прошлом боевик ЭТА), которая знает Шакала лично. Изабелла рассказывает ФБР о своей встрече с Шакалом, в результате которой он её ранил в живот, тем самым убив ещё нерожденного ребёнка Изабеллы и Деклана, об опыте Шакала в боевых действиях в  Сальвадоре в составе спецназа США и описывает его как психопата.
Шакал готовит покушение при помощи дистанционно управляемого крупнокалиберного пулемёта. Ввезти оружейный комплекс Шакал планирует на яхте, через водную границу США и Канады в районе Великих озёр. Деклан входит в состав специальной группы, которая выходит на след Шакала, но задержать при транспортировке оружия киллера не удаётся. Из-за утечки информации Шакал узнаёт, что в рядах его преследователей находится Малкуин. Шакал организовывает засаду в доме Занконии, но смертельно ранит не её, а напарницу Малкуина — майора советской милиции Валентину Козлову.
Валентина, умирая на руках Деклана, передаёт ему слова Шакала: «Ты не сможешь защитить своих женщин». По этому посланию ФБР удаётся понять, что истинная цель Шакала — Первая леди США. Покушение удаётся сорвать во время церемонии открытия госпиталя, которую проводила Первая леди. В ходе преследования Шакала, который попытался скрыться в метро, Деклан настигает его, но Шакал обезоруживает Деклана. Шакал собирается застрелить Малкуина, но получает ранение  пули Изабеллы, которую вызвал Деклан. Затем Деклан лично добивает Шакала. 
В заключительной сцене заместитель директора ФБР Престон сдерживает обещание и своей волей отпускает Деклана на свободу.

## В ролях
- Брюс Уиллис — Шакал
- Ричард Гир — Деклан Джозеф Малкуин
- Сидни Пуатье — помощник директора ФБР Картер Престон
- Дайан Венора — майор МВД РФ Валентина Козлова
- Матильда Май — Изабелла Занкония
- Дж. К. Симмонс — агент ФБР Тимоти Уизерспун
- Ричард Лайнбэк[англ.] — агент ФБР Макмёрфи
- Джон Каннингем — директор ФБР Дональд Браун
- Джек Блэк — Иен Ламонт
- Равиль Исьянов — Гази Мурад
- Тесс Харпер — Эмили Кован, жена президента США
- Софи Оконедо — девушка из Ямайки

## Критика
Фильм получил в основном негативные отзывы кинокритиков. На сайте Rotten Tomatoes фильм имеет рейтинг 24 % на основе 33 рецензий со средним баллом 4.6 из 10. На сайте Metacritic фильм имеет оценку 36 из 100 на основе 20 рецензий критиков, что соответствует статусу «в целом неблагоприятные отзывы».
Кинокритик Роджер Эберт из «Chicago Sun-Times» назвал фильм «мрачным и, как ни странно, плоским триллером». Рут Стэй из газеты «San Francisco Chronicle» назвала фильм «больше нелепым, чем захватывающим».